# Merionoeda indica
Merionoeda indica är en skalbaggsart som först beskrevs av Hope 1831.  Merionoeda indica ingår i släktet Merionoeda och familjen långhorningar.
Artens utbredningsområde är:
- Laos.
- Nepal.

Inga underarter finns listade i Catalogue of Life.